# Naraks
Naraks [náraks] je priimek več znanih Slovenk in Slovencev:
- Ivan Naraks (1869–1924), izdelovalec orgel
- Franc Naraks (1826–1907), izdelovalec orgel
- Taja Naraks (*1985), atletinja
- Kornelija Naraks (de) (*1972), švicarska režiserka, scenaristka.